# Oh quel mercredi !
Pour plus de détails, voir Fiche technique et Distribution.
Oh quel mercredi ! (The Sin of Harold Diddlebock) est un film américain réalisé par Preston Sturges, sorti en 1947.

## Synopsis
Harold Diddlebock, un modeste employé qui se retrouve au chômage, gagne une fortune et multiplie les excentricités pour la dépenser. L'une d'elles consiste à acheter un cirque.

## Fiche technique
- Titre : Oh quel mercredi !
- Titre original : The Sin of Harold Diddlebock (première sortie)
- Titre original alternatif : Mad Wednesday (deuxième sortie)
- Réalisateur et scénariste : Preston Sturges
- Musique : Werner R. Heymann
- Directeur de la photographie : Robert Pittack
- Directeur artistique : Robert Usher
- Décors de plateau : Victor A. Gangelin
- Montage : Thomas Neff (première sortie) puis Stuart Gilmore (deuxième sortie)
- Producteurs : Howard Hughes et Preston Sturges (non crédités), pour California Pictures
- Distributeurs : United Artists (première sortie) puis RKO Pictures (deuxième sortie)
- Pays de production :  États-Unis
- Langue originale : anglais
- Format : noir et blanc – 35 mm – 1,37:1 – mono (Western Electric Recording)
- Genre : comédie
- Durée : 89 minutes (première sortie) - 76 minutes (deuxième sortie)
- Date de sortie :
  - États-Unis : 4 avril 1947

## Distribution
- Harold Lloyd : Harold Diddlebock
- Jimmy Conlin : Wormy

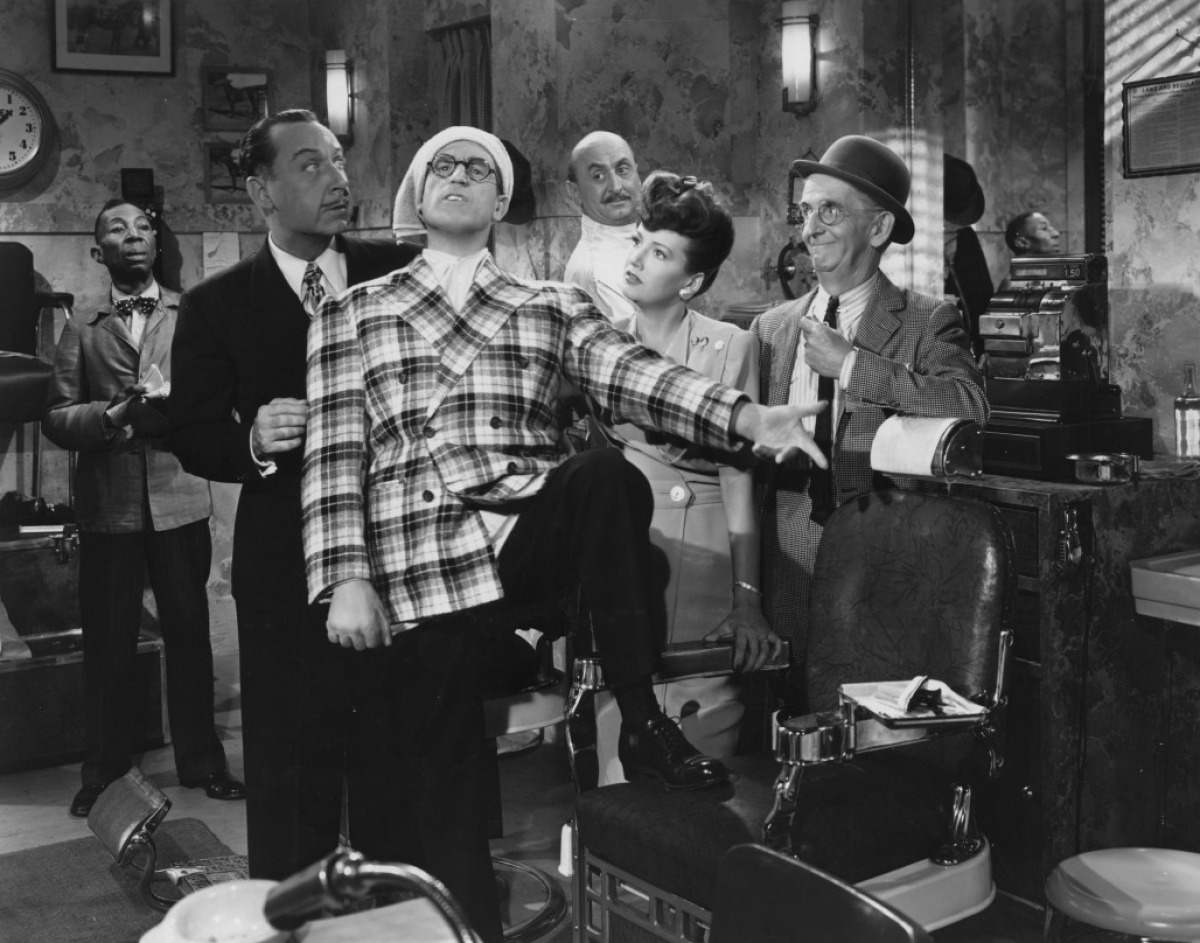
De gauche à droite : un acteur non identifié, Franklin Pangborn, Harold Lloyd, Torben Meyer, Arline Judge et Jimmy Conlin.

- Raymond Walburn : E.J. Waggleberry
- Rudy Vallee : Lynn Sargent
- Edgar Kennedy : Jake, le barman
- Arline Judge : La manucure
- Franklin Pangborn : Formfit Franklin
- Lionel Stander : Max
- Margaret Hamilton : Flora
- Jack Norton : James R. Smoke
- Robert Dudley : Robert McDuffy
- Arthur Hoyt : J.P. Blackstone
- Julius Tannen : Le banquier myope
- Al Bridge : Wild Bill Hickock
- Robert Greig : Algernon McNiff
- Georgia Caine : La femme à barbe
- Torben Meyer : Le barbier à moustache
- Victor Potel : Le professeur Potelle
- Frances Ramsden : Frances Otis

Acteurs non crédités :
- J. Farrell MacDonald : Le sergent de service
- Angelo Rossitto : Le nain

## Distinctions
Le film a été présenté en sélection officielle au Festival de Cannes 1951.